# Hrudní kost
Hrudní kost (sternum) je plochá kost, která se vyskytuje jako jedna z částí hrudního koše. Kloubní spojení tvoří s klíční kostí (os clavicularis) a s žebry (costae).
Hrudní kost je tvořena třemi částmi:
- manubrium (rukojeť) – tvoří horní část hrudní kosti a má trojúhelníkový tvar
- corpus (tělo) – nejdelší část hrudní kosti
- processus xiphoideus (mečovitý výběžek) – malý kostěný výběžek, u mladých lidí chrupavčitý, okolo 40. až 50. roku života plně osifikuje (zkostnatí)

V hrudní kosti probíhá krvetvorba (hemopoeza) – jedná se o proces množení a tvorby krevních buněk, které se následně dostávají do krve.
K vyšetření hemopoezy a hrudní kosti se používá sternální punkce – odběr kostní dřeně z hrudní kosti.